# Ophichthus zophochir
Ophichthus zophochir är en fiskart som beskrevs av Jordan och Gilbert 1882. Ophichthus zophochir ingår i släktet Ophichthus och familjen Ophichthidae. IUCN kategoriserar arten globalt som livskraftig. Inga underarter finns listade i Catalogue of Life.